# أنطونيو بافيتش
أنطونيو بافيتش (بالكرواتية: Antonio Pavić)‏ هو لاعب كرة قدم كرواتي في مركز الدفاع، ولد في 18 نوفمبر 1994 في فرانكفورت في ألمانيا. شارك مع منتخب كرواتيا تحت 17 سنة لكرة القدم ومنتخب كرواتيا تحت 18 سنة لكرة القدم ومنتخب كرواتيا تحت 19 سنة لكرة القدم ومنتخب كرواتيا تحت 21 سنة لكرة القدم. أما مع النوادي، فقد لعب مع نادي أوسييك ونادي كوبر.

## وصلات خارجية
- أنطونيو بافيتش على موقع اتحاد كرواتيا (الكرواتية)
- أنطونيو بافيتش على موقع قاعدة بيانات كرة القدم.إي يو (الإنجليزية)
- أنطونيو بافيتش على موقع Soccerway.com (الإنجليزية)
- أنطونيو بافيتش على موقع عالم كرة القدم.نت (الإنجليزية)